# Prüfungsblock
Als Prüfungsblock wird an Höheren Schulen und Universitäten eine Form der Prüfung bezeichnet, bei der die Einzelprüfungen in thematische Blöcke gegliedert sind.
Als Prüfungsblöcke werden häufig Abschlussprüfungen wie Matura (Abitur) und Magister- oder Diplomprüfungen abgehalten. Teilweise ist diese Prüfungsform auch bei Zwischenprüfungen für größere Studienabschnitte oder nach Hochschullehrgängen üblich.
Für die Beurteilung (Gesamtnote) können die einzelnen Prüfungen nach einem Punktesystem gewichtet gemittelt werden, wie es beispielsweise beim Abitur in Berlin oder in Baden-Württemberg gehandhabt wird.